# الحسن بن صافي
هو أبو نزار الحسن بن أبى الحسن صافي بن عبد الله بن نزار بن أبي الحسن النحوي (489 ـ 568 هـ/ 1096 ـ 1173م) المعروف بملك النحاة.

## حياته
ولد ببغداد وتعلم فيها المذهب الشافعي، وأصول الدين على أبي عبد الله القيرواني، والخلاف على أسعد الميهني، وأصول الفقه على أبي الفتح بن برهان صاحب الوجيز والوسيط في أصول الفقه، وقرأ النحو على الفصيحي.
سافر إلى خراسان وكرمان وغزنة، ثم رحل إلى الشام وسكن واسط مدة. قال عنه العماد الأصبهانى: «كان من الفضلاء المبرزين، وبرع في النحو حتى صار أنحى أهل زمانه، وكان فهمًا فصيحًا ذكيًا إلا أنه كان عنده عجب بنفسه وتيه، لقب نفسه ملك النحاة، وكان يسخط على من يخاطبه بغير ذلك. وله مصنفات كثيرة في الفقه والأصلين والنحو، وله ديوان شعر، ومدح النبى صلى الله عليه وسلم بقصيدة. وتوفي بدمشق سنة 568 هـ».